# 田忌
田忌（？—？），妫姓，田氏，名忌，字期，又作陈忌、田臣思、田期思，中國战国时期齊國公子。

## 生平
約公元前340年，孫臏逃亡到齊國，田忌賞識孫臏的才能，收為門客。在一次賽馬時，孫臏向田忌提出了以下馬對上馬，以上馬對中馬，以中馬對下馬，此即「田忌賽馬」。
公元前354年，桂陵之戰爆發，魏國攻打趙國，齊國派兵相助，田忌為司令，孫臏為參謀，結果孫臏以「圍魏救趙」的兵法大勝。
公元前342年，馬陵之戰爆發，魏國攻打韓國，趙國派兵相助。齊軍救韓，以田忌為元帥，孫臏為軍師，孫臏仍進軍魏都大梁，用「減灶之計」，讓魏軍大將龐涓輕敵深入，中埋伏而陣亡，元帥太子申被斬殺，齊國大勝回师，田忌以军功封徐州，赐子爵，升中大夫。同年年底，被齊相鄒忌用反間計陷害，田忌無法澄清，逃亡楚國。公元前333年，齊王知曉了鄒忌陷害田忌的事，於是召田忌回到齊國，恢復職位。《史記》則載田忌於齊宣王時期回到齊國。